# Приволжско-Уральский военный округ
Приво́лжско−Ура́льский военный округ (ПУрВО) — существовавшее в 1989—1992 и 2001—2010 годах оперативно-стратегическое территориальное объединение Вооружённых Сил России, ранее Вооружённых Сил СССР.
На его базе с присоединением Сибирского военного округа был создан Центральный военный округ.
Штаб — г. Екатеринбург.

## История
Округ 1-го формирования
Первый раз сформирован в СССР 1 сентября 1989 года на базе Краснознамённого Приволжского и Краснознамённого Уральского военных округов со штабом в г. Куйбышев. Генерал-полковник А. М. Макашов назначен командующим войсками округа.
После распада СССР в 1992 году принято решение о восстановлении Приволжского и Уральского военных округов (указ Президента РФ № 757 от 7 июля 1992 года и приказ Министра обороны РФ от 25 июля 1992 года).
Округ 2-го формирования
Второй раз Приво́лжско−Ура́льский военный округ  был образован 1 сентября 2001 года на базе Приволжского и Уральского военных округов (указ Президента РФ № 337-с от 24 марта 2001 года).
Охватывал территории Республики Башкортостан, Кировской и Курганской областей, Республики Марий Эл, Республики Мордовия, Оренбургской и Пензенской областей, Пермского края, Самарской, Саратовской и Свердловской областей, Татарстана, Удмуртской республики, Ульяновской и Челябинской областей, Чувашской республики, а также Тюменской области, включая Ханты-Мансийский автономный округ и Ямало-Ненецкий автономный округ (население 41 млн чел., площадь 2,78 тыс. км²). Протяженность сухопутной границы округа превышала 14 тысяч километров, морской — 5 тысяч километров.
Последний командующий войсками Приволжско-Уральского военного округа (2008—2010) — генерал-лейтенант Бахин Аркадий Викторович. До назначения командующим был начальником штаба Краснознамённого Сибирского военного округа.
20 сентября 2010 года Президент РФ подписал указ № 1144, устанавливающий новое военно-административное деление РФ, в рамках которого Приволжско-Уральский военный округ был ликвидирован. На его базе был создан Центральный военный округ (как оперативно-стратегическое командование, ОСК), которому была передана территория упразднённого Краснознамённого Сибирского военного округа, за исключением Забайкальского края и Республики Бурятия.

## Состав на 1990 год
К концу 1980-х годов основу войск ПриВО составляли:
- 43-я учебная мотострелковая Тартуская дважды Краснознамённая дивизия (Куйбышев),
- 96-я мотострелковая Гомельская Краснознамённая дивизия (Казань)
- 213-я мотострелковая дивизия (формирования 1968 года) (Тоцкое, запад Оренбургской области).

УрВО располагал:
- 44-я учебная танковая Лисичанская Краснознамённая дивизия (Камышлов, юго-восток Свердловской области),
- 78-я учебная мотострелковая Сивашская Краснознамённая, ордена Суворова дивизия (Чебаркуль, запад Челябинской области),
- 34-я мотострелковая Симферопольская Краснознамённая, ордена Суворова дивизия имени С. Орджоникидзе (Свердловск),
- 65-я мотострелковая Речицкая Краснознамённая дивизия (Пермь).

На начало 1991 года в зоне действия ДОВСЕ в ПУрВО оставалась только 213-я мотострелковая дивизия в Тоцком.
| - Штаб округа, 370-й отдельный батальон охраны и обеспечения штаба округа (Куйбышев) - 34-я мотострелковая Симферопольская Краснознамённая (ордена Суворова дивизия имени С. Орджоникидзе (Свердловск) - 213-я мотострелковая дивизия (формирования 1968 года) (Тоцкое) - 151-я зенитная ракетная бригада - 297-я зенитная ракетная бригада - 103-я инженерная бригада (Уфа) - 4-я бригада химической защиты - 112-я бригада материального обеспечения - 124-я бригада материального обеспечения - 9-я, 13-я, 17-я, 23-я, 27-я, 28-я, 40-я, 45-я, 46-я автомобильные бригады - 1113-й противотанковый артиллерийский полк (Бузулук) - 991-й разведывательный артиллерийский полк - 437-й отдельный вертолётный полк (Энгельс) - 73-й отдельный полк связи (Куйбышев) - 14-й полк радиационной и химической разведки - 130-я трубопроводная бригада - 249-я трубопроводная бригада - 139-й отдельный автомобильный батальон - 424-й отдельный понтонно-мостовой батальон (Красноуфимск) - 173-й отдельный радиотехнический батальон (Куйбышев) - 1105-й отдельный батальон радиоэлектронной борьбы - 1583-й отдельный батальон радиоэлектронной борьбы - 652-й отдельный трубопроводный батальон - 234-й отдельный ремонтно-восстановительный батальон - 705-й отдельный ремонтно-восстановительный батальон - 2881-я центральная база резерва вертолётов (Тоцкое) - 372-я база ремонта и хранения средств связи (Кунгур) | Запасные формирования (без тяжелой техники) - 256-я запасная мотострелковая дивизия - 248-я запасная артиллерийская бригада - 255-я запасная артиллерийская бригада - 284-я запасная зенитная артиллерийская бригада - 365-я запасная зенитная ракетная бригада - 466-й запасной зенитный ракетно-артиллерийский полк - 2320-й запасной зенитный ракетно-артиллерийский полк - 49-я запасная радиотехническая бригада - 406-й инженерный склад (Уфа) - 5661-я база хранения инженерной техники (Тоцкое) - 16-й автомобильный ремонтный завод - 655-й подвижный ремонтный завод - 5355-я БХВТ (Пермь) — бывшая 65-я мсд - 5509-я БХВТ (Казань) — бывшая 96-я мсд Учебные части - 469-й окружной учебный центр (Куйбышев) - 471-й окружной учебный центр (Чебаркуль) - 473-й окружной учебный центр (Камышлов) - 187-я учебная ракетная бригада - 1686-й отдельный учебный батальон связи Свёрнуты - 71-я инженерно-сапёрная бригада - 116-я инженерная бригада - 181-й инженерный полк - 226-й инженерный полк - 426-й отдельный инженерно-сапёрный батальон - 47-я мостостроительная бригада - 50-я мостостроительная бригада |

## Состав округа в 2000-е годы
На территории ПУрВО дислоцировались:
- 2-я гвардейская общевойсковая армия
  - 27-я гвардейская мотострелковая Омско-Новобугская Краснознамённая, ордена Богдана Хмельницкого дивизия (Оренбургская обл.)
    - 81-й гвардейский мотострелковый Петроковский дважды Краснознамённый, орденов Суворова, Кутузова и Богдана Хмельницкого полк (Кряж);
    - 506-й гвардейский мотострелковый Познанский Краснознамённый, ордена Суворова полк (Тоцкое);
    - 433-й мотострелковый Краснознамённый полк имени Донского казачества (Рощинский);
    - 152-й танковый Брестский Краснознамённый, орденов Суворова и Кутузова полк (Тоцкое);
    - 268-й самоходный артиллерийский полк;
    - 838-й зенитный ракетный полк;

  - 34-я мотострелковая Симферопольская Краснознамённая, ордена Суворова дивизия имени С. Орджоникидзе (Екатеринбург)
    - 276-й мотострелковый Краснознамённый полк (Екатеринбург);
    - 295-й гвардейский мотострелковый Краснознамённый, орденов Суворова, Кутузова и Александра Невского полк (Чебаркуль);
    - 239-й гвардейский танковый Витебский ордена Суворова полк (Чебаркуль);
    - 341-й танковый полк (Верхняя Пышма);
    - 239-й самоходный артиллерийский ордена Отечественной войны полк имени 50-летия СССР;

  - 15-я отдельная гвардейская мотострелковая Берлинская Краснознамённая, ордена Кутузова бригада (миротворческих сил) (п. Рощинский, Самарская обл.; в/ч 90600. Бригада сформирована 01.02.2005 г. на базе 589-го отдельного гвардейского мотострелкового полка[3])
  - 92-я ракетная бригада;
  - 385-я гвардейская артиллерийская бригада;
  - 297-я зенитная ракетная бригада;
  - отдельные вертолётные полки и эскадрильи;
- 119-я ракетная бригада (пгт Еланский)
- 191-й отдельный полк связи;
- 186-я инженерно-сапёрная бригада;
- 29-я отдельная бригада радиационной, химической и биологической защиты (г. Екатеринбург);
- окружные учебные центры;
- базы хранения вооружения и техники;
- другие части и соединения центрального и окружного подчинения.

Помимо этого, в состав округа входила 201-я мотострелковая дивизия, дислоцированная в Таджикистане. Общая численность личного состава округа достигала 66 тысяч человек.
На вооружении и базах хранения 731 танк, 1041 боевая бронированная машина, 650 артиллерийских установок, 16 боевых вертолетов и другое вооружение.

## Состав округа перед расформированием в 2010 году
В 2010 году в г. Самара располагалось управление 2-й гвардейской общевойсковой армии. В составе округа находились 7-я танковая, 15-я, 21-я, 23-я, 28-я мотострелковые бригады, 201-я военная база в Таджикистане, 385-я гвардейская артиллерийская бригада, 92-я и 119-я ракетные бригады, 297-я зенитная ракетная бригада, 473-й окружной учебный центр и другие части окружного подчинения. Также на территории округа дислоцировались 3-я и 24-я бригады специального назначения, 31-я отдельная гвардейская десантно-штурмовая бригада, 5-я армия ВВС и ПВО, 31-я ракетная армия.

## Командующие войсками Приволжско-Уральского военного округа
- 01.09.1989—31.08.1991 — генерал-полковник А. М. Макашов,
- 31.08.1991—07.07.1992 — генерал-полковник А. И. Сергеев
- 19.07.2001—19.07.2004 — генерал-полковник, с июня 2004 — генерал армии А. И. Баранов,
- 19.07.2004—01.08.2008 — генерал армии В. А. Болдырев,
- 01.08.-03.12.2008 — генерал-лейтенант А. И. Студеникин (врид),
- 03.12.2008—22.07.2010 — генерал-лейтенант, с июня 2010 — генерал-полковник А. В. Бахин.

## Начальники штаба округа
- 1991—1992 гг. — генерал-майор Майоров, Леонид Сергеевич
- июль 2001 — январь 2005 — генерал-полковник Ткачёв, Николай Фёдорович
- январь — июнь 2005 — генерал-полковник Бакин, Владимир Юрьевич
- июнь 2005 — март 2008 — генерал-полковник Макаров, Сергей Афанасьевич
- декабрь 2008 — январь 2010 — генерал-лейтенант Чиркин, Владимир Валентинович